# Sam Bankman-Fried
Samuel Benjamin Bankman-Fried (nascut el 5 de març de 1992), també conegut com SBF, és un empresari nord-americà que va ser condemnat per frau i delictes relacionats el novembre de 2023. Bankman-Fried va fundar la plataforma d'intercanvi de criptomonedes FTX i va rebre molta atenció mediàtica com a cara de les criptomonedes. Va arribar a ser classificat com el 41è nord-americà més ric al Forbes 400.
L'aparença pública de Bankman-Fried va emmascarar problemes importants a FTX fins al novembre de 2022, quan van començar a aparèixer proves de possible frau i els dipositants van retirar ràpidament els seus actius, obligant l'empresa a la fallida. El 12 de desembre de 2022, Bankman-Fried va ser arrestat a les Bahames i extradit als Estats Units, on va ser acusat de set càrrecs criminals, incloent diversos tipus de frau, blanqueig de diners i infraccions de la llei de finançament de campanyes.
En el cas dels Estats Units contra Bankman-Fried, va ser condemnat pels set càrrecs de frau, conspiració i blanqueig de diners. El 28 de març de 2024 va ser condemnat a 25 anys de presó i la confiscació d'11.000 milions de dòlars.

## Carrera
A l'estiu de 2013, Bankman-Fried va treballar com a becari a Jane Street Capital, una empresa de serveis d'inversió, negociant ETF internacionals. Després de graduar-se del MIT, hi va tornar per a treballar-hi a temps complet.

## Detenció i càrrecs

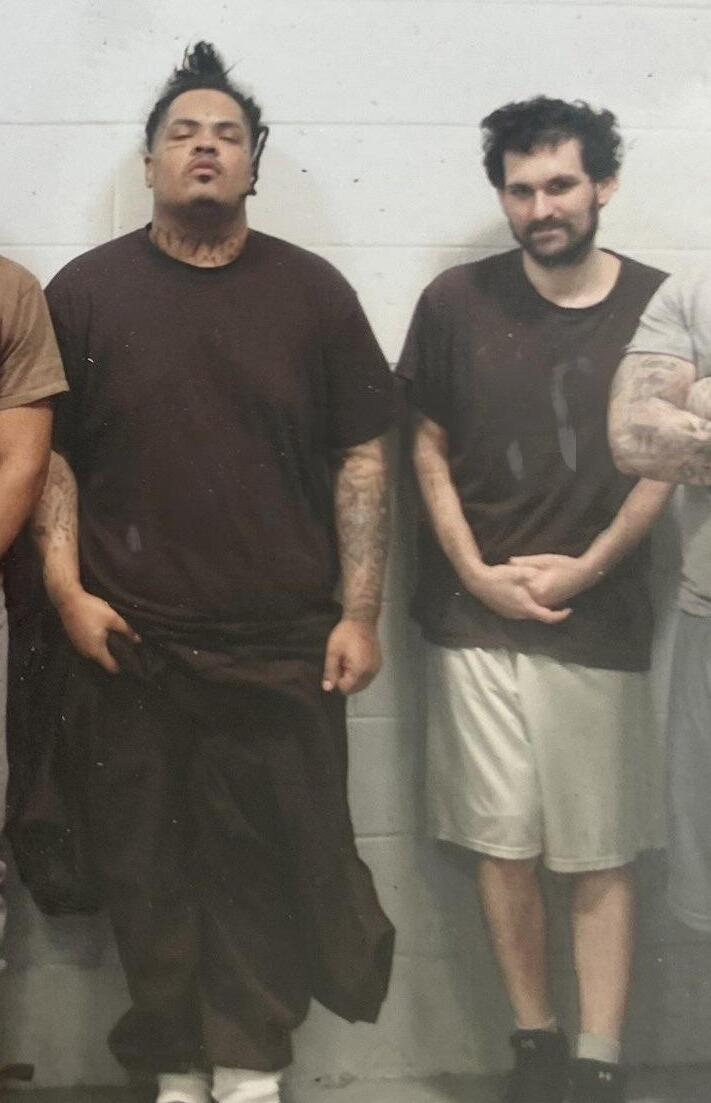
Bankman-Fried (dreta) al Metropolitan Detention Center de Brooklyn el desembre de 2023

El 12 de desembre de 2022 a les 18:00h, Bankman-Fried va ser detingut al seu apartament a Nova Providència per la policia local de Bahamas.